# Sudějov

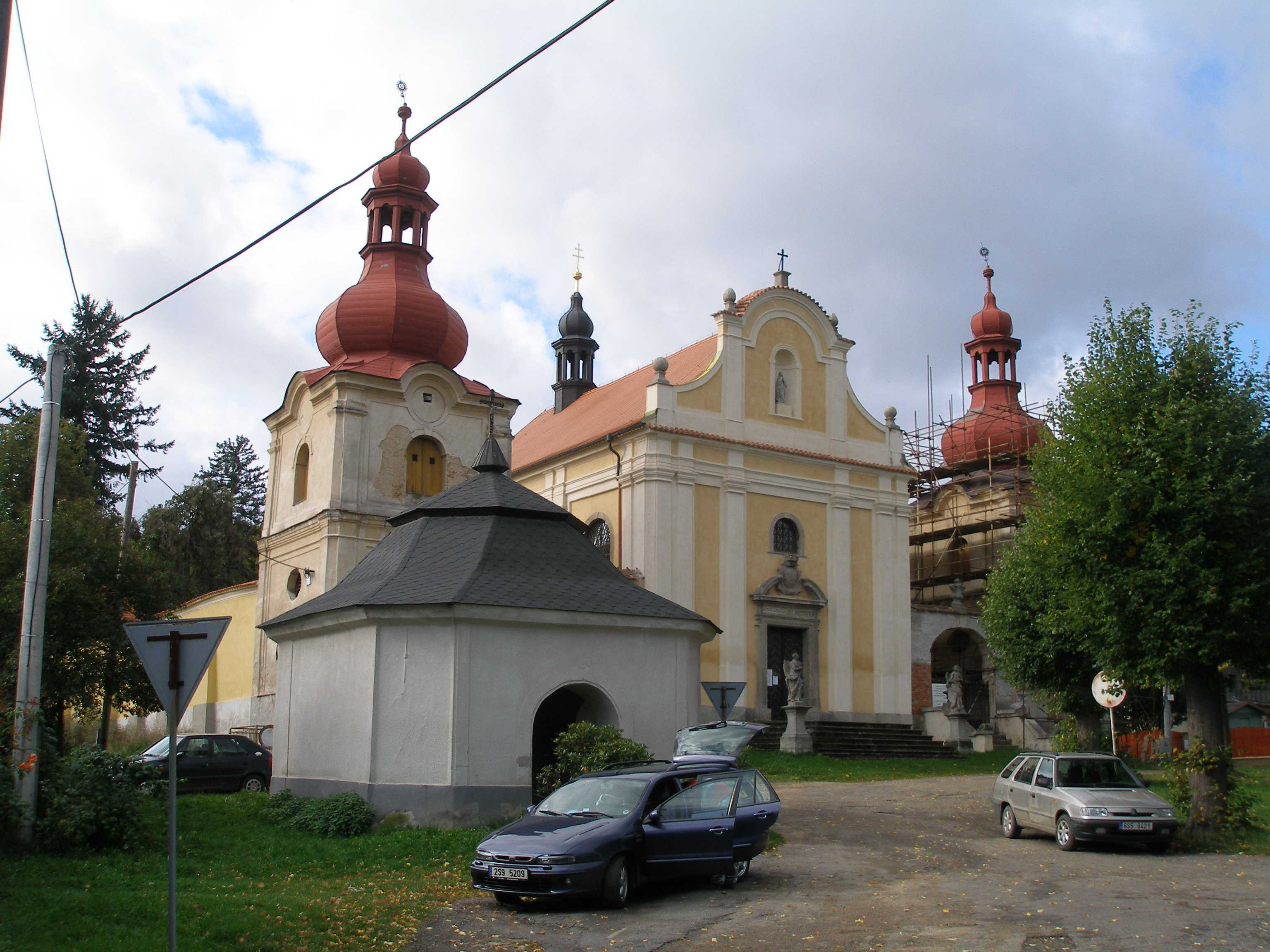
Wallfahrtskirche der hl. Anna

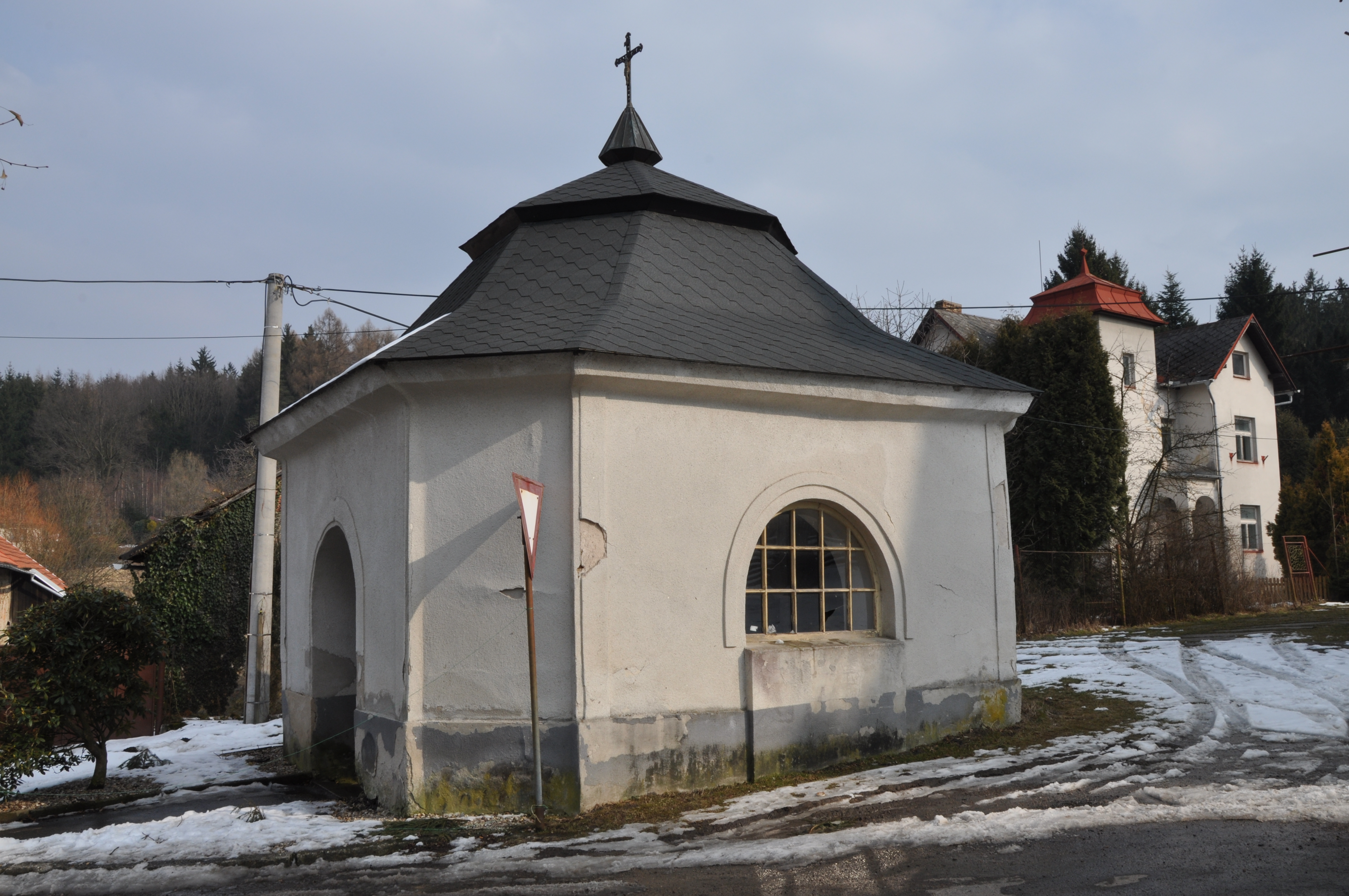
Kapelle mit der Quelle

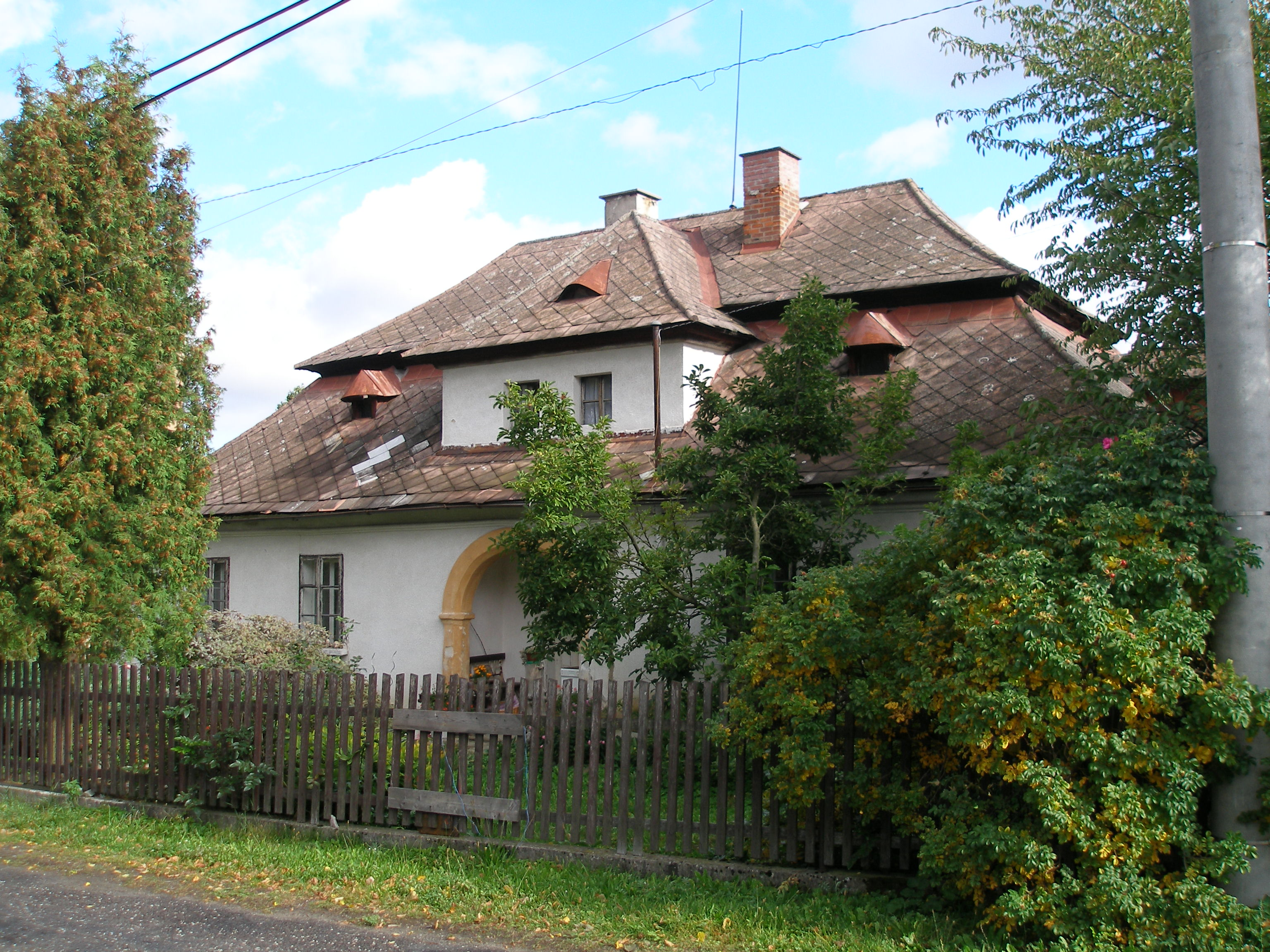
Pfarrhaus

Sudějov, bis 1960 Sudějov t. Svatá Anna (deutsch St. Anna oder Sudejow) ist eine Gemeinde im Okres Kutná Hora, Tschechien. Sie liegt 3,5 Kilometer südöstlich von Uhlířské Janovice.

## Geographie
Sudějov befindet sich am westlichen Fuße des Berges Březina (Schandauer Berg, 555 m n.m.) in der Böhmisch-Mährischen Höhe. Das von Wäldern umgebene Dorf liegt im Tal des Sudějovský potok, westlich erhebt sich die Dračí skála (516 m n.m.). Durch Sudějov verläuft die Staatsstraße II/335 zwischen Uhlířské Janovice und Zbraslavice. 
Nachbarorte sind Rašovice und Netušil im Norden, Budy, Nepoměřice und Miletice im Nordosten, Žandov im Osten, Pivnisko und Kukle im Südosten, Kamenná Lhota, Líšťany und Stará Huť im Süden, Staré Nespeřice, Podmoky und Kochánov im Südwesten, Janovická Lhota im Westen sowie Uhlířské Janovice im Nordwesten. 

## Geschichte
Die inmitten eines dichten Waldgebietes an den Grenzen mehrerer Herrschaften gelegene Gegend um den Brunnen Sudějovka diente den Bewohnern der umliegenden Dörfer während des Dreißigjährigen Krieges als Zufluchtsort. Mit dem Wasser der Quelle wurden in dieser Zeit Kinder getauft; zugleich wurden dem Quellwasser eine gesundheitsfördernde Wirkung und Heilkräfte gegen Augenleiden nachgesagt. Nach dem Ende des Krieges wurde die Quelle zum Ziel von Wallfahrten. In den Jahren 1659 und 1689 ließen die Jesuiten als Besitzer des nahegelegenen Dorfes Žandov an der Quelle eine hölzerne Kapelle mit einem Bildnis der hl. Anna erbauen. Wegen der zunehmenden Zahl der Pilger, die nicht nur aus Böhmen, sondern auch aus Mähren und Ungarn, kamen, entschloss sich der Besitzer der Herrschaft Petschkau Johann Joseph Graf Trauttmansdorff, die Kapelle durch eine steinerne Wallfahrtskirche zu ersetzen. Realisiert wurde der Kirchenbau ab 1724 durch seinen Nachfolger Karl Joachim von Breda. Die Kirchweihe durch den Kolíner Dechanten erfolgte 1725 am Tag vor St. Anna, seither findet jährlich am Sonntag nach St. Anna eine Wallfahrt statt. Der Wallfahrtsort gehörte zur Pfarrei Nebowid, wegen der großen Entfernung zwischen St. Anna und dem Pfarrort stiftete von Breda der Kirche einen eigenen Kaplan, der dem Nebowider Pfarrer unterstand. Nach der Fertigstellung der Kirche erfolgte der Bau eines Pfarrhauses, sowie eines Bades, in dem sich die Pilger mit Wasser aus der Sudějovka wuschen. 
1734 wurde bei der Wallfahrtskirche eine herrschaftliche Schenke errichtet, wenig später entstanden, auch auf den Gründen der anderen Herrschaften, weitere Häuser. Um 1740 entstanden um die Kirche durch verschiedene Wohltäter gestiftete Ambiten. Aus den Erlösen der Wallfahrten wurde 1749 an der Straße nach Rašovice die Johannes von Nepomuk-Statue aufgestellt. 1755 führte eine hauptmannschaftliche Schiedskommission zwischen der Herrschaft Červené Pečky und dem Gut Jindice Verhandlungen wegen Annadorf. 1774 wurde eine Schule eingerichtet, der Unterricht erfolgte in einer Chaluppe neben dem Pfarrhaus. Auf Initiative des Grundherrn Gottfried von Koch wurde 1792 bei der Kirche ein Lokalist angestellt, dessen Unterhalt die Herrschaft Petschkau landtäflich versicherte. 1812 entstand anstelle der Chaluppe ein steinernes Schulgebäude, in dem in einer Schulklasse unterrichtet wurde. Die Erhaltung der Ambiten wurde so vernachlässigt, so dass 1819 die hohe Landesstelle ihren Abbruch anordnete. Das Quellwasser wurde vor allem zu Badezwecken genutzt, eine chemische Untersuchung zur Anerkennung als Mineralwasser ist nie erfolgt.
Im Jahre 1840 bestand das Dorf St. Anna aus 44 Häusern, in denen 251 Personen lebten. Davon gehörten 36 Häuser zur Herrschaft Petschkau, 5 Häuser zum Gut Inditz (Jindice), 2 Häuser zum Gut Hradek (Červený Hrádek) und ein Haus zum Gut Bečwar. Auf dem Petschkauer Anteil befanden sich unter dem Patronat der Obrigkeit die Lokalkirche St. Anna, das Lokalistenhaus und die Schule; außerdem gab es ein Wirtshaus mit Badeanstalt. St. Anna war Pfarrort für Buda, Groß-Kralitz (Kralice), Klein-Kralitz (Kraličky), St. Johann (Svatý Jan t. Krsovice), Stein-Lhota (Kamenná Lhota), Raschowitz, Schandau, Piwnisko, Wschesok (Všesoky), Werniřow (Vernýřov) und Schwabinow (Švábínov); in St. Johann bestand eine Filialkirche.
Nach der Aufhebung der Patrimonialherrschaften bildete der Petschkauer Anteil unter dem Namen Sudějov t. Svatá Anna eine Gemeinde im Gerichtsbezirk Kohljanowitz, Caslaver Kreis mit den Ortsteilen Sudějov t. Svatá Anna 2. díl, Kamenná Lhota und Líšťany. Ab 1868 gehörte die Gemeinde zum Bezirk Kuttenberg. Sudějov t. Svatá Anna 1. díl gehörte bis 1921 zur Gemeinde Rašovice.
Die Schule wurde 1863 für den Unterricht von zwei Klassen aufgestockt. Im Jahre 1902 brannte das Schulhaus ab, im November 1903 wurde das neue Schulgebäude eingeweiht. Zwischen 1934 und 1946 wurde über der Quelle eine Kapelle errichtet, von der das Quellwasser in die Kirche geleitet wird. Seit 1961 führt die Gemeinde den Namen Sudějov. Die Schule in Sudějov wurde 1963 wegen zu geringer Schülerzahl geschlossen, in dem Gebäude befinden sich heute das Gemeindeamt und zwei Wohnungen. Der Ortsteil Kamenná Lhota wurde im September 1971 nach Čestín umgemeindet.

## Gemeindegliederung
Für die Gemeinde Sudějov sind keine Ortsteile ausgewiesen. Zu Sudějov gehört die Einschicht Líšťany (Lischtian). Das Kataster von Sudějov besteht größtenteils aus Waldflächen.

## Sehenswürdigkeiten
- barocke Wallfahrtskirche der Hl. Anna, erbaut 1724–1725
- Kapelle über der Quelle vor der Kirche, erbaut 1934–1946
- Pfarrhaus
- Statue des hl. Johannes von Nepomuk, geschaffen 1749
- gusseisernes Kreuz am Ortsausgang nach Žandov, es wurde 1910 aufgestellt und ersetzte ein dort seit 1770 gestandenes Holzkreuz
- Denkmal für T.G. Masaryk, es wurde 1959 auf dem Schulgelände enthüllt und 1989 wiedererrichtet
- Gedenkstein für die Gefallenen des Ersten Weltkrieges, enthüllt in den 1920er Jahren
- Kapelle in Líšťany